# Lago Mummel
El lago Mummel (en alemán: Mummelsee, pronunciación: /ˈmʊməlˌzeː/ⓘ), con una profundidad de 17 m es el lago glaciar situado a mayor altura (1036 m.) de la Selva Negra, en Alemania. La carretera alta de la Selva Negra (Schwarzwaldhochstrasse)  bordea el lago siendo esta la causa de que sea el lago más visitado de la región. La circunferencia del lago es pequeña, pudiéndose bordear a pie en 15 minutos.